# Sandra Amado
Sandra Patricia Amado Castillo (ur. 16 grudnia 1981) – kolumbijska zapaśniczka w stylu wolnym. Zajęła 27 miejsce na mistrzostwach świata w 2006. Trzy medale na mistrzostwach panamerykańskich, srebrny w 2004. Srebrna medalistka na igrzyskach Ameryki Południowej w 2006 i 2010. Druga na igrzyskach Ameryki Środkowej i Karaibów w 2006. Wicemistrzyni igrzysk boliwaryjskich w 2005 roku.